# La Drôme Classic 2025
La 13.ª edición de la clásica ciclista Drôme Classic (llamado oficialmente: Drôme Classic) fue una carrera en Francia que se celebró el 2 de marzo de 2025 sobre un recorrido de 191,5 kilómetros con inicio y final en el municipio de Étoile-sur-Rhône en el departamento de Drôme y la región Ródano-Alpes.
La carrera formó parte del UCI ProSeries 2025, calendario ciclístico mundial de segunda división, dentro de la categoría UCI 1.Pro. El vencedor fue el español Juan Ayuso del UAE Emirates XRG, quien estuvo acompañado por el danés Mattias Skjelmose del Lidl-Trek y el británico Ben Tulett del Visma | Lease a Bike, segundo y tercer clasificado respectivamente.

## Equipos participantes
Tomaron parte en la carrera 23 equipos: 13 de categoría UCI WorldTeam invitados por la organización, 6 de categoría UCI ProTeam y 4 de categoría Continental. Formaron así un pelotón de 154 ciclistas de los que acabaron 97. Los equipos participantes fueron:
| WorldTeams (13)- UAE Team Emirates XRG - Team Visma \| Lease a Bike - Soudal Quick-Step - Lidl-Trek - Groupama-FDJ - Decathlon AG2R La Mondiale Team - EF Education-EasyPost - Movistar Team - Intermarché-Wanty - Team Picnic-PostNL - Cofidis - Arkéa-B&B Hotels - XDS Astana Team ProTeams (6)- Tudor Pro Cycling Team - Lotto - Israel-Premier Tech - Team TotalEnergies - Q36.5 Pro Cycling Team - Unibet Tietema Rockets Equipos continentales (4)- Saint Michel-Preference Home-Auber 93 - Van Rysel-Roubaix - CIC U Nantes - Nice Métropole Côte d'Azur |
| |

## Clasificación final
- La clasificación finalizó de la siguiente forma:[3]

| \| Clasificación general \| Clasificación general \| Clasificación general \| Clasificación general \| Clasificación general \| \| Ciclista \| Ciclista \| Equipo \| Tiempo \| \| \| --------------------- \| --------------------- \| -------------------------- \| --------------------- \| --------------------- \| \| 1.º \| Juan Ayuso \| UAE Team Emirates XRG \| 4 h 31 min 48 s \| \| \| 2.º \| Mattias Skjelmose \| Lidl-Trek \| + 23 s \| \| \| 3.º \| Ben Tulett \| Team Visma \\| Lease a Bike \| + 1 min 15 s \| \| \| 4.º \| Marc Hirschi \| Tudor Pro Cycling Team \| + 1 min 15 s \| \| \| 5.º \| Andrea Bagioli \| Lidl-Trek \| + 1 min 15 s \| \| \| 6.º \| Dorian Godon \| Decathlon-AG2R La Mondiale \| + 1 min 15 s \| \| \| 7.º \| Clément Champoussin \| XDS Astana Team \| + 1 min 15 s \| \| \| 8.º \| Quinn Simmons \| Lidl-Trek \| + 1 min 15 s \| \| \| 9.º \| Warren Barguil \| Team Picnic-PostNL \| + 1 min 15 s \| \| \| 10.º \| Lorenzo Fortunato \| XDS Astana Team \| + 1 min 15 s \| \| |                     |                            |                 |
| |                     |                            |                 |
| Fuente: ProCyclingStats |                     |                            |                 |
| Clasificación general |                     |                            |                 |
| Ciclista | Ciclista            | Equipo                     | Tiempo          |
| 1.º | Juan Ayuso          | UAE Team Emirates XRG      | 4 h 31 min 48 s |
| 2.º | Mattias Skjelmose   | Lidl-Trek                  | + 23 s          |
| 3.º | Ben Tulett          | Team Visma \| Lease a Bike | + 1 min 15 s    |
| 4.º | Marc Hirschi        | Tudor Pro Cycling Team     | + 1 min 15 s    |
| 5.º | Andrea Bagioli      | Lidl-Trek                  | + 1 min 15 s    |
| 6.º | Dorian Godon        | Decathlon-AG2R La Mondiale | + 1 min 15 s    |
| 7.º | Clément Champoussin | XDS Astana Team            | + 1 min 15 s    |
| 8.º | Quinn Simmons       | Lidl-Trek                  | + 1 min 15 s    |
| 9.º | Warren Barguil      | Team Picnic-PostNL         | + 1 min 15 s    |
| 10.º | Lorenzo Fortunato   | XDS Astana Team            | + 1 min 15 s    |

## Ciclistas participantes y posiciones finales
Convenciones:
- AB-N: Abandono en la etapa "N"
- FLT-N: Retiro por llegada fuera del límite de tiempo en la etapa "N"
- NTS-N: No tomó la salida para la etapa "N"
- DES-N: Descalificado o expulsado en la etapa "N"

## UCI World Ranking
La La Drôme Classic otorgó puntos para el UCI World Ranking para corredores de los equipos en las categorías UCI WorldTeam, UCI ProTeam y Continental. Las siguientes tablas son el baremo de puntuación y los diez corredores que obtuvieron más puntos:
| Posición              | 1.º | 2.º | 3.º | 4.º | 5.º | 6.º | 7.º | 8.º | 9.º | 10.º | 11.º | 12.º | 13.º | 14.º | 15.º | 16.º-30.º | 31.º-40.º |
| Clasificación general | 200 | 150 | 125 | 100 | 85  | 70  | 60  | 50  | 40  | 35   | 30   | 25   | 20   | 15   | 10   | 5         | 3         |

| Clasificación |                     |                            |         |
| Posición      | Ciclista            | Equipo                     | General |
| ------------- | ------------------- | -------------------------- | ------- |
| 1.º           | Juan Ayuso          | UAE Emirates XRG           | 200     |
| 2.º           | Mattias Skjelmose   | Lidl-Trek                  | 150     |
| 3.º           | Ben Tulett          | Visma \| Lease a Bike      | 125     |
| 4.º           | Marc Hirschi        | Tudor                      | 100     |
| 5.º           | Andrea Bagioli      | Lidl-Trek                  | 85      |
| 6.º           | Dorian Godon        | Decathlon AG2R La Mondiale | 70      |
| 7.º           | Clément Champoussin | XDS Astana                 | 60      |
| 8.º           | Quinn Simmons       | Lidl-Trek                  | 50      |
| 9.º           | Warren Barguil      | Picnic PostNL              | 40      |
| 10.º          | Lorenzo Fortunato   | XDS Astana                 | 35      |